# Makuria
Makuria (tiếng Nubia cổ: ⲇⲱⲧⲁⲩⲟ, Dotawo; tiếng Hy Lạp: Μακουρία, đã Latinh hoá: Makouria; tiếng Ả Rập: المقرة, đã Latinh hoá: al-Muqurra) là một vương quốc Nubia nằm ở miền bắc Sudan và miền nam Ai Cập ngày nay. Makuria ban đầu bao gồm khu vực dọc theo sông Nin từ ghềnh thứ ba đến một nơi nào đó ở phía nam Abu Hamad cũng như các vùng phía bắc Kordofan. Thủ đô của nước này là Dongola (tiếng Nubia cổ: Tungul), và vương quốc đôi khi được biết đến bằng tên thủ đô của nó.
Vào cuối thế kỷ thứ 6, Makuria đã cải đạo sang Cơ đốc giáo, nhưng đến thế kỷ thứ 7, Ai Cập bị chinh phục bởi quân đội Hồi giáo. Năm 651, một đội quân Ả Rập xâm lược, nhưng bị đẩy lùi và hiệp ước Baqt đã được ký kết tạo ra một nền hòa bình tương đối giữa hai bên kéo dài cho đến thế kỷ 13. Makuria mở rộng bằng cách sáp nhập nước láng giềng phía bắc Nobatia vào một thời điểm nào đó trong thế kỷ thứ bảy, đồng thời duy trì mối quan hệ triều đại chặt chẽ với vương quốc Alodia ở phía nam. Giai đoạn từ thế kỷ 9 đến thế kỷ 11 chứng kiến đỉnh cao của sự phát triển văn hóa tại Makuria: các tòa nhà hoành tráng mới được xây dựng, các tác phẩm nghệ thuật như tranh vẽ trên tường, đồ gốm được trang trí và chế tác tinh xảo phát triển mạnh mẽ và tiếng Nubia trở thành ngôn ngữ viết thịnh hành.
Sự xâm lược gia tăng từ Ai Cập, bất hòa nội bộ, các cuộc xâm lăng của người Bedouin và có thể là bệnh dịch cùng sự thay đổi các tuyến đường thương mại đã dẫn đến sự suy tàn của nhà nước trong thế kỷ 13 và 14. Do một cuộc nội chiến vào năm 1365, vương quốc đã rơi vào tình trạng suy tàn, mất phần lớn lãnh thổ phía nam, bao gồm cả Dongola. Nó đã biến mất vào những năm 1560, khi người Ottoman chiếm Hạ Nubia. Nubia sau đó bị Hồi giáo hóa, trong khi người Nubia sống ở thượng nguồn Al Dabbah và ở Kordofan cũng bị Ả Rập hóa.